# Onur Kıvrak
Onur Kivrak (Alaşehir, 1º gennaio 1988) è un ex calciatore turco, di ruolo portiere.

## Carriera

### Nazionale
Viene convocato per gli Europei 2016 in Francia.

## Statistiche

### Presenze e reti nei club
Statistiche aggiornate al 2 ottobre 2014.
| Stagione        | Squadra         | Campionato      | Campionato | Campionato | Coppe nazionali | Coppe nazionali | Coppe nazionali | Coppe continentali | Coppe continentali | Coppe continentali | Altre coppe | Altre coppe | Altre coppe | Totale | Totale |
| Stagione        | Squadra         | Comp            | Pres       | Reti       | Comp            | Pres            | Reti            | Comp               | Pres               | Reti               | Comp        | Pres        | Reti        | Pres   | Reti   |
| --------------- | --------------- | --------------- | ---------- | ---------- | --------------- | --------------- | --------------- | ------------------ | ------------------ | ------------------ | ----------- | ----------- | ----------- | ------ | ------ |
| 2012-2013       | Trabzonspor     | SL              | 30         | -36        | TK              | 4               | -1              | UEL                | 2                  | 0                  | -           | -           | -           | 36     | -37    |
| 2013-2014       | Trabzonspor     | SL              | 32         | -38        | TK              | 0               | 0               | UEL                | 14                 | -13                | -           | -           | -           | 46     | -51    |
| 2014-2015       | Trabzonspor     | SL              | 4          | -2         | TK              | 0               | 0               | UEL                | 4                  | -2                 | -           | -           | -           | 8      | -4     |
| Totale carriera | Totale carriera | Totale carriera | 66         | -76        |                 | 4               | -1              |                    | 20                 | -15                |             | -           | -           | 90     | -92    |

### Cronologia presenze e reti in nazionale
| Cronologia completa delle presenze e delle reti in nazionale ― Irlanda del Nord | Cronologia completa delle presenze e delle reti in nazionale ― Irlanda del Nord | Cronologia completa delle presenze e delle reti in nazionale ― Irlanda del Nord | Cronologia completa delle presenze e delle reti in nazionale ― Irlanda del Nord | Cronologia completa delle presenze e delle reti in nazionale ― Irlanda del Nord | Cronologia completa delle presenze e delle reti in nazionale ― Irlanda del Nord | Cronologia completa delle presenze e delle reti in nazionale ― Irlanda del Nord | Cronologia completa delle presenze e delle reti in nazionale ― Irlanda del Nord |
| Data                                                                            | Città                                                                           | In casa                                                                         | Risultato                                                                       | Ospiti                                                                          | Competizione                                                                    | Reti                                                                            | Note                                                                            |
| ------------------------------------------------------------------------------- | ------------------------------------------------------------------------------- | ------------------------------------------------------------------------------- | ------------------------------------------------------------------------------- | ------------------------------------------------------------------------------- | ------------------------------------------------------------------------------- | ------------------------------------------------------------------------------- | ------------------------------------------------------------------------------- |
| 26-5-2010                                                                       | Filadelfia                                                                      | Irlanda del Nord                                                                | 0 – 2                                                                           | Turchia                                                                         | Amichevole                                                                      | -                                                                               |                                                                                 |
| 3-9-2010                                                                        | Astana                                                                          | Kazakistan                                                                      | 0 – 3                                                                           | Turchia                                                                         | Qual. Euro 2012                                                                 | -                                                                               |                                                                                 |
| 7-9-2010                                                                        | Istanbul                                                                        | Turchia                                                                         | 3 – 2                                                                           | Belgio                                                                          | Qual. Euro 2012                                                                 | -2                                                                              |                                                                                 |
| 14-11-2012                                                                      | Istanbul                                                                        | Turchia                                                                         | 1 – 1                                                                           | Danimarca                                                                       | Amichevole                                                                      | -1                                                                              |                                                                                 |
| 6-2-2013                                                                        | Manisa                                                                          | Turchia                                                                         | 0 – 2                                                                           | Rep. Ceca                                                                       | Amichevole                                                                      | -2                                                                              |                                                                                 |
| 22-3-2013                                                                       | Andorra la Vella                                                                | Andorra                                                                         | 0 – 2                                                                           | Turchia                                                                         | Qual. Mondiali 2014                                                             | -                                                                               |                                                                                 |
| 26-3-2013                                                                       | Istanbul                                                                        | Turchia                                                                         | 1 – 1                                                                           | Ungheria                                                                        | Qual. Mondiali 2014                                                             | -1                                                                              |                                                                                 |
| 5-3-2014                                                                        | Ankara                                                                          | Turchia                                                                         | 2 – 1                                                                           | Svezia                                                                          | Amichevole                                                                      | -1                                                                              |                                                                                 |
| 25-5-2014                                                                       | Dublino                                                                         | Irlanda                                                                         | 1 – 2                                                                           | Turchia                                                                         | Amichevole                                                                      | -1                                                                              |                                                                                 |
| 1-6-2014                                                                        | Harrison                                                                        | Stati Uniti                                                                     | 2 – 1                                                                           | Turchia                                                                         | Amichevole                                                                      | -2                                                                              |                                                                                 |
| 3-9-2014                                                                        | Odense                                                                          | Danimarca                                                                       | 1 – 2                                                                           | Turchia                                                                         | Amichevole                                                                      | -1                                                                              |                                                                                 |
| 9-9-2014                                                                        | Reykjavík                                                                       | Islanda                                                                         | 3 – 0                                                                           | Turchia                                                                         | Qual. Euro 2016                                                                 | -3                                                                              |                                                                                 |
| 27-3-2017                                                                       | Eskişehir                                                                       | Turchia                                                                         | 3 – 1                                                                           | Moldavia                                                                        | Amichevole                                                                      | -                                                                               | 46’                                                                             |
| Totale                                                                          |                                                                                 | Presenze                                                                        | 13                                                                              |                                                                                 | Reti                                                                            | -14                                                                             |                                                                                 |

## Palmarès

### Club

#### Competizioni nazionali
- Coppa di Turchia: 1

Trabzonspor: 2009-2010
- Supercoppa di Turchia: 1

Trabzonspor: 2010